# Black Stump
Der Black Stump (englisch für Schwarzer Stumpf) ist ein markanter, wenngleich niedriger Berg im Norden des ostantarktischen Viktorialands. Er ragt 7 km südöstlich des Monte Cassino in den Freyberg Mountains auf. Der Gipfel besteht aus Andesit, so dass es sich bei dem Berg vermutlich um die Reste eines alten Vulkans handelt.
Seinen deskriptiven Namen erhielt er durch den neuseeländischen Geologen P. J. Oliver, der den Berg zwischen 1981 und 1982 im Rahmen des New Zealand Antarctic Research Program untersuchte.